# André Cluytens

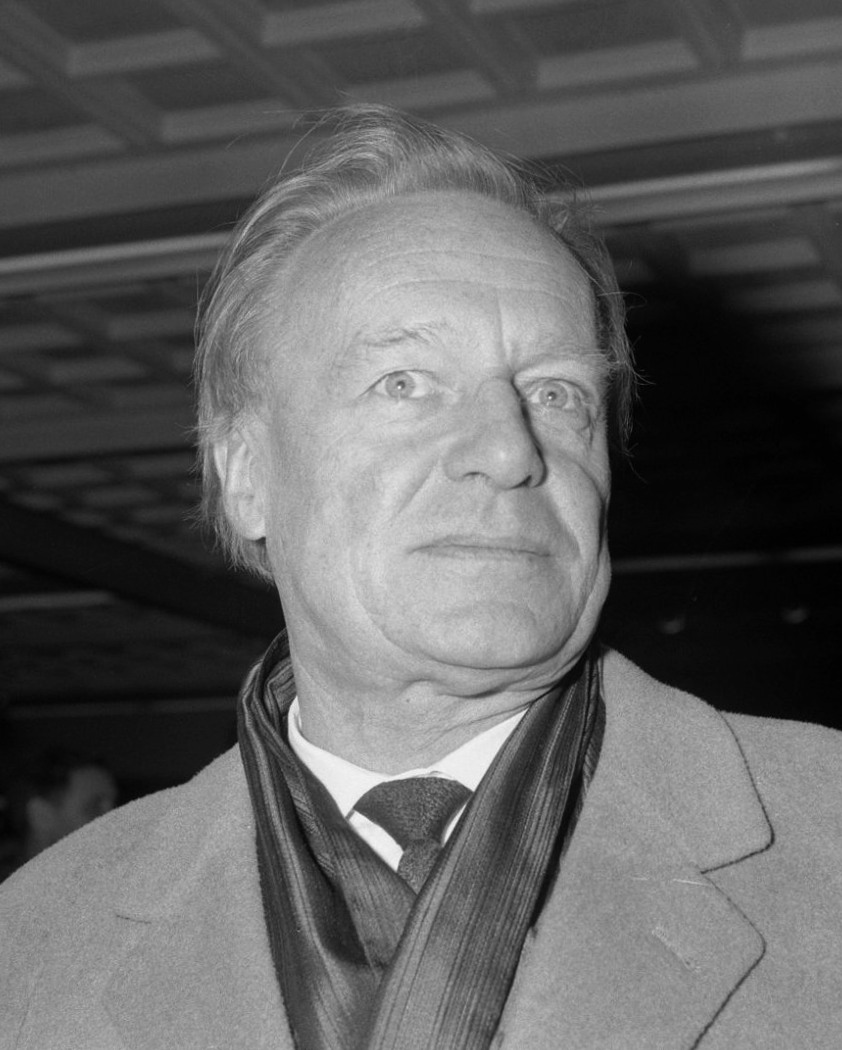
André Cluytens, 1965

André Cluytens (26 de marzo de 1905, Amberes - 3 de junio de 1967, Neuilly-sur-Seine) fue un director de orquesta belga. 

## Biografía
Nació en Amberes en una familia musical. A la edad de diecinueve años se graduó en el Real Conservatorio Flamenco con primer premio en piano, armonía, contrapunto y fuga. Su padre, Alphonse Cluytens, fue director de la Ópera de Amberes (Teatro Real), con quién colaboró su hijo André, como director de coro y profesor. Sucedió a su padre en su puesto en la ópera, dirigiendo producciones ya en 1927, debutando con Los pescadores de perlas. En 1932, fue contratado por el Teatro del Capitolio de Toulouse, Francia, dirigiendo principalmente conciertos sinfónicos. En 1935 fue contratado como primer director de la Ópera Nacional de Lyon, en donde se convirtió en director musical en 1942. 
Durante la Segunda Guerra Mundial dirigió los conciertos de verano en Vichy, lo que condujo a que fuera incluido durante un tiempo en la lista negra por el sindicato de músicos de Burdeos. En 1947, se convirtió en director musical de la Opéra-Comique de París, en donde dirigió cuarenta producciones durante el periodo 1947-1953. 
Obtuvo la ciudadanía francesa en 1940. En 1949, sustituyó a Charles Münch como director principal de la Orquesta de la Sociedad de Conciertos del Conservatorio, en donde estuvo hasta 1960. Su contrato requería que dirigiera la mitad de los conciertos de la orquesta, cada año. 
En 1953 fue nombrado caballero de la Legión de Honor.
Dirigió una celebrada producción de Tannhauser de Wagner en el Festival de Bayreuth de 1955 como primer francés invitado al festival (y tercero no alemán, después de Arturo Toscanini y Victor de Sabata) y también trabajó con la Filarmónica de Berlín como director invitado. 
Cluytens ha estado siempre bien considerado como intérprete del repertorio alemán y también es considerado un intérprete autorizado de la obra de Ravel y de otros compositores franceses modernos.
Ha sido prolífico grabando discos,firmando un contrato con la rama francesa de la discográfica EMI, Pathé-Marconi en 1946. Grabó una extensa serie de óperas francesas contando con los recursos de la Ópera-Comique y de la Ópera Nacional de París. También produjo discografía relevante sobre los maestros franceses y completó para EMI un ciclo completo de las sinfonías de Beethoven con la Filarmónica de Berlín en el periodo 1957-1960, uniéndose a Herbert von Karajan y Otto Klemperer en su catálogo. La mayoría de estas grabaciones han sido reeditadas en cedé.
Murió prematuramente a la edad de 62 años. En los últimos años de su vida iba siendo cada vez más reconocido como director del repertorio austro-alemán estándar.
Su apariciones en el Festival de Bayreuth a mediados de los años cincuenta, dirigiendo Los maestros cantores de Núremberg además de Tannhäuser, eran muy significativas al respecto, por ser un director no alemán, algo infrecuente en esa época. 
Desde 1964 mantenía una relación con la soprano alemana Anja Silja a quien conoció en Bayreuth y dirigió en Salomé de Richard Strauss.

## Discografía
- 1948: Jacques Offenbach, Les contes d'Hoffmann, Opéra-Comique Paris.
- 1950: Georges Bizet, Carmen , Opéra-Comique Paris.
- 1954: Georges Bizet, Les pêcheurs de perles, Opéra-Comique Paris.
- 1955: Wagner, Tannhäuser, Bayreuth.
- 1956: Wagner, Die Meistersinger von Nürnberg, Bayreuth.
- 1958: Wagner, Lohengrin, Bayreuth.
- 1958 - 1961: Ludwig van Beethoven, 9 Symphonien, Berliner Philharmoniker, EMI, stereo.
- 1962: Gabriel Fauré, Requiem, Orchestre de la Société des Concerts du Conservatoire, EMI, stereo.
- 1965: Jacques Offenbach, Les contes d'Hoffmann, Orchestre de la Société des Concerts du Conservatoire, EMI, stereo.